# Bruno Platter
L'abate Bruno Platter, O.T. (Renon, 21 marzo 1944) è un abate e teologo italiano.
Dal 2000 al 2018 è stato il 65º Gran maestro e Abate generale dell'Ordine teutonico, divenendone poi Gran maestro emerito.

## Biografia
Bruno Platter è nato ad Auna di Sotto (frazione del comune di Renon), ai tempi dell'occupazione tedesca, quando il territorio era parte del Reich tedesco come Zona d'operazioni delle Prealpi. È entrato nell'Ordine teutonico il 12 settembre 1964, facendo la sua professione finale dei voti il 15 settembre 1969. Il 29 giugno 1970 è stato ordinato sacerdote. Si è laureato in teologia all'Università di Innsbruck "Leopold-Franzens" nel 1973, con una tesi sui matrimoni misti. Dal 1974 al 2000 ha ricoperto l'incarico di rettore della chiesa dell'Ordine teutonico di San Giorgio di Weggenstein a Bolzano, commenda dell'Ordine teutonico.
Il 26 agosto 2000, succedendo ad Arnold Othmar Wieland, è stato eletto alla carica di 65esimo Gran maestro e Abate generale dell'Ordine teutonico nel capitolo generale tenutosi a Lana, mentre il 29 agosto dello stesso anno ha ricevuto il titolo di reverendissimo abate da Wilhelm Egger, vescovo di Bolzano-Bressanone. Il 24 agosto 2006 è stato rieletto alla carica di Gran maestro del capitolo generale di Vienna. Nel luglio 2010 fu ospite del presidente della Polonia in occasione del 600º anniversario della Battaglia di Grunwald. Il 23 agosto 2012 è stato riconfermato per la terza volta Gran maestro dal capitolo generale dell'Ordine fino al 2018.
Gli è succeduto al Gran magistero il 22 agosto 2018 mons. Frank Bayard, O.T.